# Pierre-Étienne Monnot

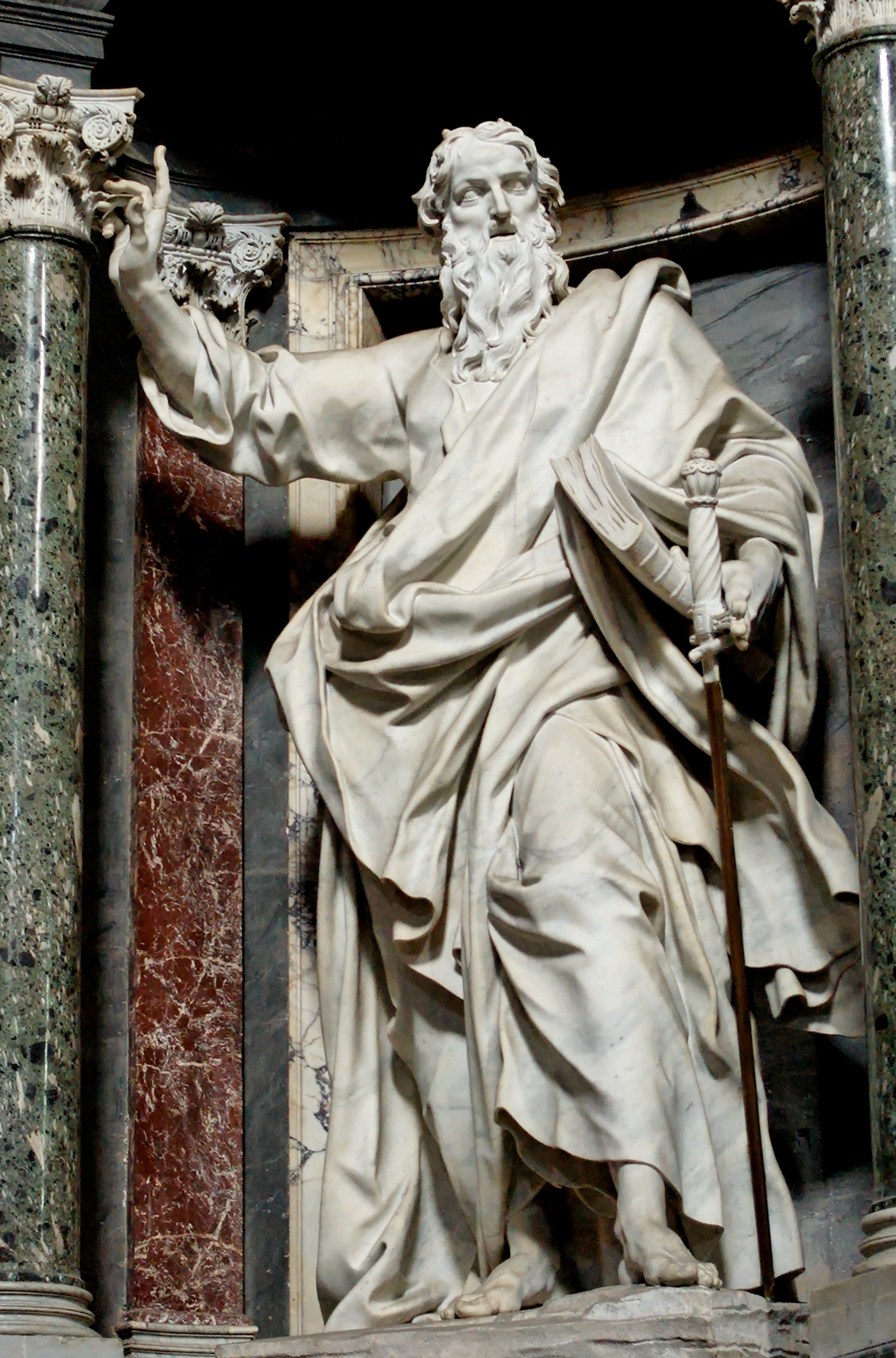
São Paulo, Basílica de São João de Latrão

Pierre-Étienne Monnot ou Monot (Orchamps-Vennes, 1657 - Roma, 1733) foi um escultor da França, ativo principalmente em Roma.
Recebeu influência de Domenico Guidi, cujo estilo emulou na tumba de Inocêncio XI, que criou para a Basílica de São Pedro. A obra de Monnot, por sua vez, inspirou Alessandro Algardi a criar a tumba de Leão XI. Tem obras espalhadas pela Alemanha e Roma, sendo um bom exemplo do estilo barroco flamejante. Colaborou com Pierre Le Gros, o Jovem, na grande tumba de Gregório XV na Igreja de Santo Inácio de Loyola, esculpindo duas Famas aladas, monumento que foi considerado por Büchel, Karsten & Zitzlsperger, como o mais notável de seu gênero, e uma influência renovadora para a escultura fúnebre romana posterior.